# Zwijnenoor

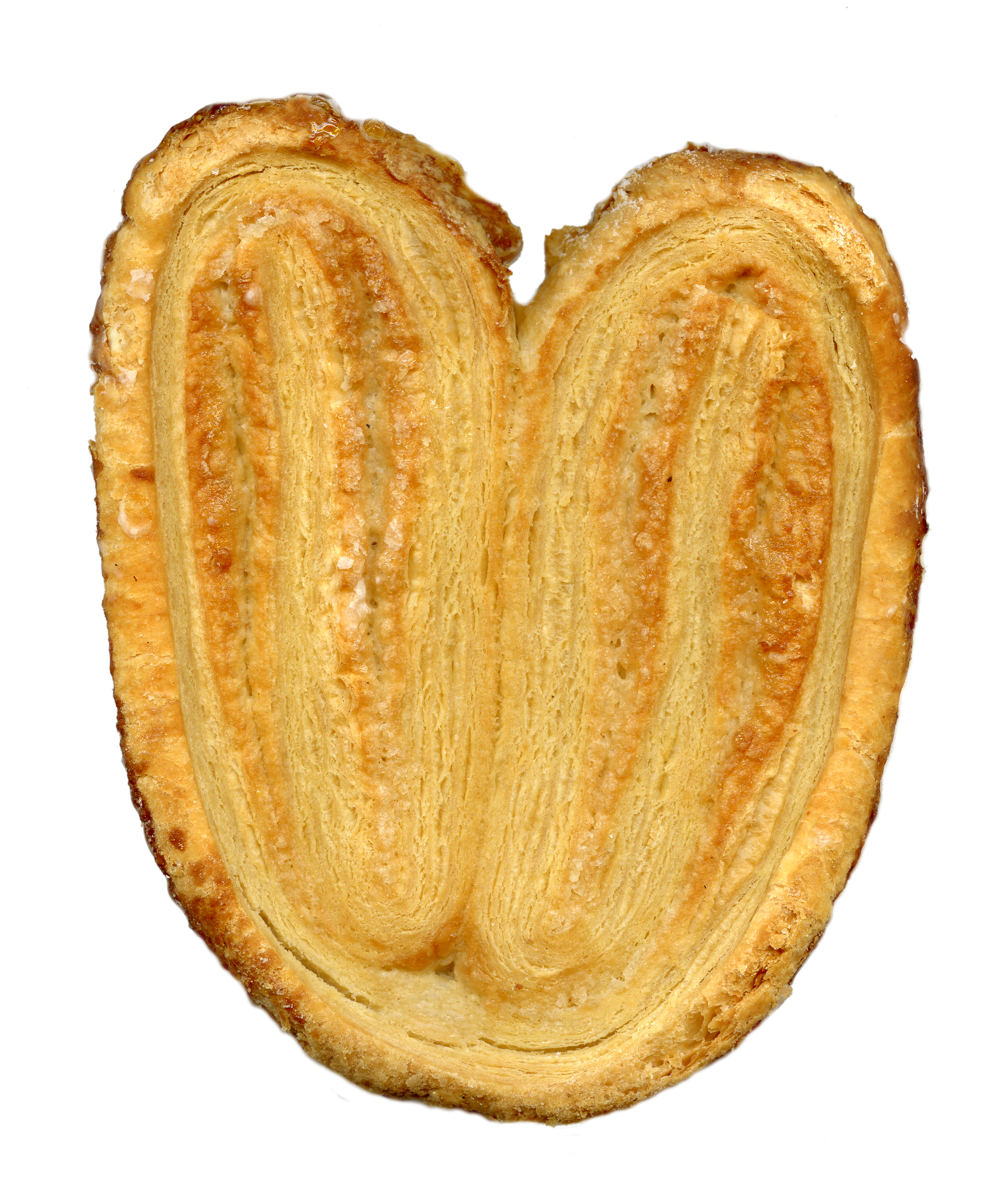
Een zwijnenoor

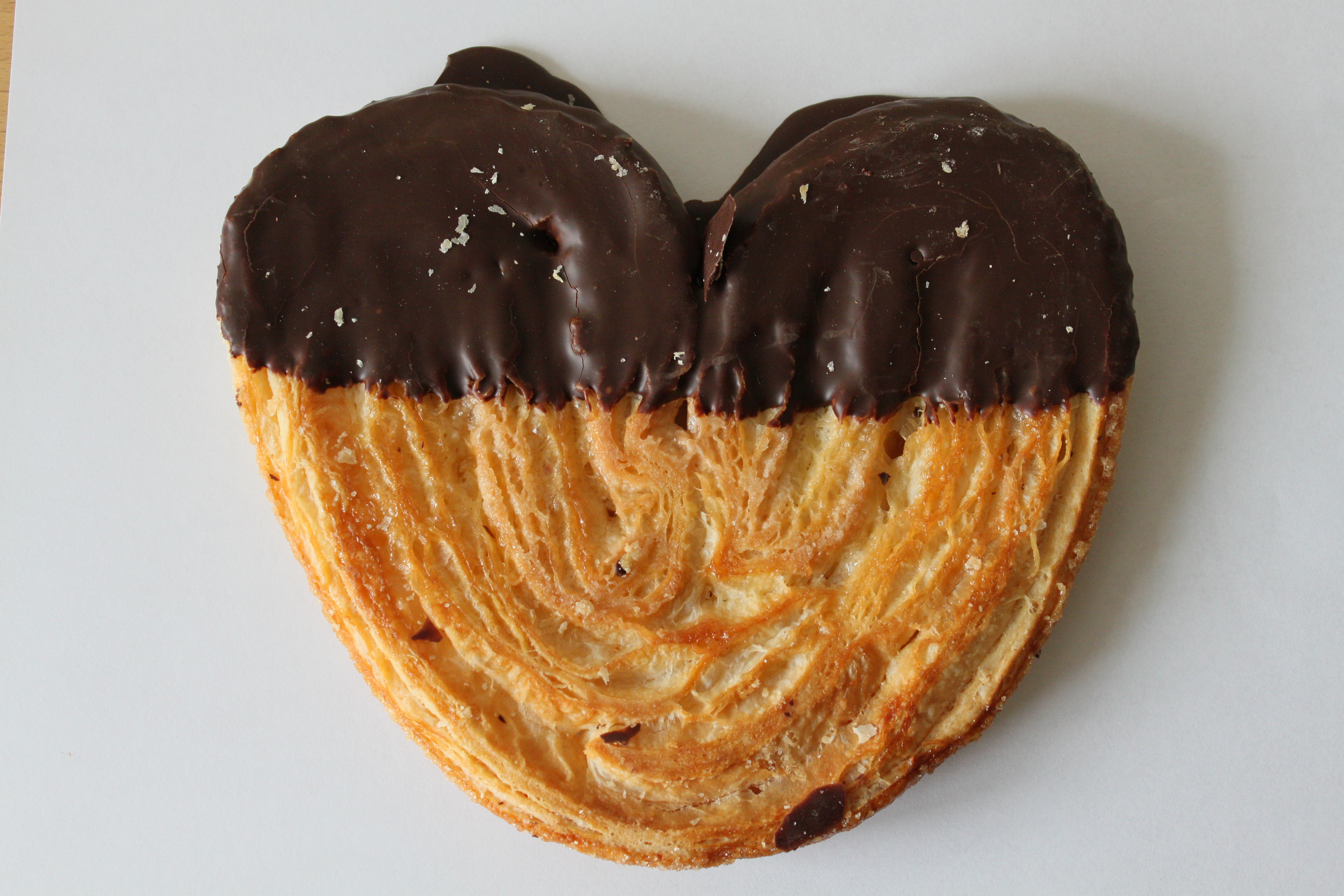
Een zwijnenoor met chocolade

Een zwijnenoor of palmier is een hartvormig zoet gebak of koekje gemaakt van bladerdeeg.
In de bereiding wordt een rechthoekig plak bladerdeeg gerold in een flinke hoeveelheid suiker. Deze wordt vervolgens aan twee zijden naar binnen gevouwen opgerold als een dubbele spiraal. Deze opgerolde plak bladerdeeg wordt vervolgens in plakjes gesneden. Daarna wordt het in een oven gebakken waarbij het suiker licht karamelliseert tussen de deeglagen in.
De grootte van een zwijnenoor varieert per regio en varieert van ongeveer vijf centimeter tot plaatafmeting.
Na het bakken kunnen de zwijnenoren bestrooid worden met poedersuiker, bedekt worden met witte glazuur of gedeeltelijk met chocolade. 